# Симонян, Зинаида Степановна
Зинаи́да Степа́новна Симоня́н (девичья фамилия — Золотни́кова; 20 мая 1950, Ереван — 24 марта 2012, Ереван) — советская спортсменка, многократная чемпионка СССР, 15-кратная чемпионка Европы, 4-кратная чемпионка мира в индивидуальных и командных соревнованиях по пулевой стрельбе. Заслуженный мастер спорта СССР (1975).

## Биография
Зинаида Симонян родилась 20 мая 1950 года в Ереване в семье Анастасии Андреевны Черкашиной и Степана Егоровича Золотникова, которые в 1948 году приехали в Армению из России для работы на мраморном заводе. Начала заниматься пулевой стрельбой в 1965 году под руководством Николая Казарова. С 1969 года тренировалась у Юрия Симоняна. В 1972 году вышла за него замуж и взяла себе фамилию Симонян.
Специализировалась в стрельбе из пневматического пистолета с 10 метров и из малокалиберного пистолета с 25 метров. Свои лучшие результаты показывала в первом упражнении. В сборной СССР дебютировала в 1973 году на Чемпионате Европы по стрельбе из пневматического оружия в Линце, где стала чемпионкой в стрельбе с 10 метров как в индивидуальном так и в командном зачетах. При этом в индивидуальных соревнованиях ей удалось улучшить мировой рекорд сразу на 7 очков.
Наивысшим достижением в карьере Зинаиды Симонян стало её выступление на чемпионате мира 1974 года в Туне. В личном зачёте она выиграла золотую медаль в стрельбе с 10 метров и бронзовую медаль в стрельбе с 25 метров, а в командных соревнованиях стала чемпионкой в обеих дисциплинах. В дальнейшем на протяжении 8 лет Зинаида Симонян оставалась одним из лидеров сборной СССР по пулевой стрельбе, многократно завоевывала звание чемпионки СССР и чемпионки Европы. На чемпионате мира 1981 года в Санто-Доминго становилась победительницей в стрельбе с 10 метров в командном турнире. У Зинаиды Симонян не было возможности принять участие в Олимпийских играх, так как соревнования по стрельбе среди женщин впервые вошли в олимпийскую программу только в 1984 году на Олимпийских играх в Лос-Анджелесе, которые по решению политического руководства СССР были бойкотированы советскими спортсменами.
В 1985 году Зинаида Симонян завершила свою спортивную карьеру. В 1986—1989 годах работала старшим тренером ДОСААФ Армянской ССР. С 1996 по 2008 год была заведующей учебной частью в ДЮСШ по стрельбе при министерстве образования и науки Армении, а с 2008 года являлась её директором.  С 2003 года З. Симонян также входила в исполком Национального олимпийского комитета Армении.
Умерла 24 марта 2012 года в Ереване.

## Семья
Симонян, Юрий Самсонович (1943—2001) — муж, тренер по пулевой стрельбе, главный тренер пистолетной группы женской сборной СССР (1976—1991) и Объединённой команды (1992).